# Heteromyza
Heteromyza is een geslacht van insecten uit de familie van de afvalvliegen (Heleomyzidae), die tot de orde tweevleugeligen (Diptera) behoort.

## Soorten
- H. atricornis Meigen, 1830
- H. commixta Collin, 1901
- H. oculata Fallen, 1820
- H. rotundicornis (Zetterstedt, 1846)